# You.com
You.com 是一款人工智慧助理，最初以專注於個性化的搜索引擎形式推出。 雖然該平台仍保留網路搜索功能，但其已經轉型為以聊天為主的人工智慧助理。
該公司由 Richard Socher 於2020年創立。 Socher 是賽富時的前首席科學家，也是自然語言處理領域中引用次數第三高的研究員，擁有超過175,000次引用。 共同創辦人 Bryan McCann 曾任Salesforce的自然語言處理首席研究科學家。Socher 擔任 CEO，而 McCann 擔任 CTO。
2022年12月，You.com 成為首個整合具備實時網路訪問功能的大型語言模型（LLM）的搜索引擎，能夠提供帶有引文的最新回應。 到2023年2月，該平台成為首個引入多模態 AI 聊天功能的搜索引擎，提供包括股票圖表在內的多種類型回應。
2023年時代雜誌將 Richard Socher 列入「TIME100 AI」名單，以表彰「在人工智慧領域中最具影響力的人物」。 在接受《時代雜誌》採訪時，Socher 表示，You.com 的目標是提升用戶的生產力和資訊獲取效率，他表示：「我們的目標是讓人們更快獲得答案，提高生產力和效率，同時提供更好的隱私保障。」

## 歷史
You.com 成立於2020年，並於2021年11月9日啟動了公開測試版。 該公司獲得了由 Salesforce 創辦人及 CEO Marc Benioff 主導的2000萬美元資金支持。 其他投資者包括 Breyer Capital、Sound Ventures 和 Day One Ventures。
You.com 的網域最初於1996年由 Marc Benioff 購得。 Benioff 隨後對 You.com 進行了投資，並將 You.com 的網域名稱所有權轉讓給該公司。 在 You.com 公開測試版啟動時，Benioff 稱其為「搜尋的未來」，並表示：「我們正處於互聯網歷史上的關鍵轉折點，我們必須採取措施來恢復線上的信任。」
2022年7月，You.com 宣布完成由 Radical Ventures 主導的2500萬美元A輪融資， 參與投資的還包括 Marc Benioff 的 Time Ventures、Breyer Capital、Norwest Venture Partners 和 Day One Ventures。 到2022年12月中旬，You.com 宣布其活躍用戶數已超過一百萬， 並且在六個月內，搜索量增長超過400%。

## 特徵
2022年12月23日，You.com 成為首個推出具有即時網絡結果的ChatGPT風格聊天機器人的搜尋引擎。 該聊天機器人最初稱為 YouChat， 基於GPT-3.5大型語言模型，能夠回答問題、提供建議、 翻譯文本、 總結文章、撰寫電子郵件及編寫程式碼片段，並保持對當前事件的更新 以及引用來源。YouChat 隨後推出了多個版本。第二版 YouChat 2.0 於2023年2月7日推出， 該版本融合了改進的對話式人工智能 和社群構建的應用，結合了一個名為 C-A-L（Chat, Apps, and Links）的大型語言模型。 此更新使 YouChat 能夠以多種格式提供結果，如圖表、 圖片、 視頻、表格、圖形、文字或代碼，使使用者能在不離開搜尋結果頁的情況下找到答案。YouChat 3.0於2023年5月4日推出， 結合了來自Reddit、抖音、Stack Overflow和维基百科的結果。

### AI 模式
2023年，You.com 從搜尋引擎轉型為以聊天為主的人工智慧助手，同時繼續提供網頁搜尋功能。 You.com 推出了「AI 模式」，旨在通過其平台提供個性化的互動體驗。這些模式包括「智能模式」、「天才模式」、「創建模式」和「研究模式」，以滿足不同的使用者需求，從快速資訊檢索到複雜問題解決，並涵蓋研究和創意內容生成。 在這些 AI 模式中，Custom Model Selector 允許使用者根據需要切換不同的 AI 模型，如 OpenAI 的 GPT-4、Anthropic 的 Claude 系列、Google 的 Gemini Pro 以及 Zephyr。

### YouPro
2023年6月21日，You.com 推出了名為YouPro的付費訂閱服務，該服務提供對其先進聊天機器人功能的無限制訪問。 無論是免費版還是付費版的 You.com，都允許用戶訪問互聯網，這與其他具有知識截止日期的語言模型有所不同。

### AI 工具
You.com 於早期在其產品中引入了多項 AI 驅動的工具。2022年3月，公司推出了 YouWrite，一款基於 GPT-3 的文本生成工具，主要用於撰寫電子郵件及其他文件。 YouWrite 是一款 AI 寫作工具，旨在協助作家、作者及部落客克服腦閉塞並提升寫作技能。 該工具能夠協助創作各類書面內容，包括電子郵件、部落格文章、小說、論文及社交媒體帖子。 YouWrite 使用 OpenAI 的 GPT-3 根據用戶提供的文本提示生成內容，這些提示包括文本類型、目標受眾和所需語氣。

### YouImagine
YouImagine 是一款人工智慧藝術工具， 使用了Stable Diffusion技術。 該工具允許用戶提交提示詞，並利用 AI 根據這些提示生成圖像。

### YouCode
2022年7月14日，You.com 宣布推出 YouCode， 一個編程知識庫，類似於Stack Overflow和GitHub，旨在協助程序員尋找問題的解決方案。 YouCode 提供了一個使用自然語言處理的搜尋欄、AI 代碼生成工具、 代碼範例及相關資源集合。用戶可以搜尋代碼片段 ，並查閱相關文檔 及學術出版物。 另外，YouCode 還包含若干開發者專用工具，例如代碼編輯器和調試控制台，用於驗證 JSON 文件的工具，以及生成 HEX、RGB 和 HSV 等顏色代碼格式的工具。

## 反響
ZDNet在對You.com的YouPro服務進行評價時，指出該服務在成本效益方面具有優勢，特別是其能夠經濟實惠地提供來自主要科技公司的多種大型語言模型。 評價中讚揚了 YouPro 提供的獨特功能，例如全面的網絡訪問和自訂模型選擇器，這些功能提升了 AI 聊天體驗。ZDNet 建議那些希望以實惠價格探索先進 AI 能力的用戶考慮使用 YouPro，但也指出，使用體驗可能與在原生平台上使用模型有所不同。
You.com 被《時代》雜誌評選為「2022 年最佳發明之一」。

## 外部連結
- 官方网站